# Pterodroma cervicalis
Pterodroma cervicalis е вид птица от семейство Procellariidae. Видът е световно застрашен, със статут Уязвим.

## Разпространение
Видът е разпространен в Американска Самоа, Австралия, Вануату, Гуам, Мексико, Микронезия, Малки далечни острови на САЩ, Нова Каледония, Нова Зеландия, Ниуе, Норфолк, Острови Кук, Северни Мариански острови, САЩ, Уолис и Футуна, Фиджи, Френска Полинезия и Япония.